# حملة بنين 1897
بعثة بنين عام 1897 هي حملة عقابية نفذتها قوة بريطانية قوامها 1200 رجل بقيادة الأدميرال السير هاري روسون ردًا على كمين نُصب لفرقة غازية بريطانية سابقة تحت قيادة القنصل العام بالإنابة جيمس فيليبس. استولت قوات روسون على مدينة بنين وأحرقتها، ما أدى إلى إنهاء مملكة بنين في غرب إفريقيا.

## خلفية
في نهاية القرن التاسع عشر، تمكنت مملكة بنين من الحفاظ على استقلالها رغم الاستعمار البريطاني للمنطقة، ومارس أوبا بنين احتكارًا على التجارة، الأمر الذي وجده البريطانيون مزعجًا. طمعت مجموعة من المستثمرين المؤثرين في المنطقة بسبب مواردها الطبيعية الغنية مثل زيت النخيل والمطاط والعاج. بعد أن زار القنصل البريطاني ريتشارد بيرتون بنين عام 1862، وصفها بأنها مكان البربرية غير المبررة وتفوح منها رائحة الموت، وهي سردية نُشرت في بريطانيا وزادت الضغط من أجل دمج الإقليم في الإمبراطورية البريطانية.
على الرغم من هذا الضغط، حافظت المملكة على استقلالها وبعد زيارة بيرتون لم يحضر إليها ممثل آخر لبريطانيا حتى عام 1892 عندما زار هنري غالوي، نائب القنصل البريطاني لمحمية أنهار النفط (لاحقًا محمية ساحل النيجر)، مدينة بنين على أمل فتح التجارة وضم مملكة بنين في نهاية المطاف وجعلها محمية بريطانية. تمكن غالوي من إقناع أوبا (أوفونراموين) وكبار مساعديه بالتوقيع على معاهدة أعطت بريطانيا تبريرًا قانونيًا لممارسة نفوذ أكبر على الإمبراطورية. قد يبدو أن المعاهدة نفسها تحوي نصًا يشير إلى أن أوفونراموين طلب حماية بريطانيا، فقد تبين أن هذا محض خيال. تشير رواية غالوي الخاصة إلى أن أوبا كان مترددًا في التوقيع على المعاهدة. على الرغم من أن اقتراح البعض أن الدوافع الإنسانية كانت وراء تصرفات بريطانيا، فإن الرسائل المكتوبة بين الإداريين تشير إلى أن الدوافع الاقتصادية كانت الفيصل. لا تذكر المعاهدة نفسها صراحةً أي شيء عمّا يسمى بالعادات الدموية التي كتب عنها بيرتون، وبدلاً من ذلك تتضمن بنداً غامضاً حول ضمان التقدم العام للحضارة.
بينما منحت المعاهدة حرية التجارة داخل إمبراطورية بنين، استمر أوبا في طلب الرسوم الجمركية. منذ أن اعتبر الرائد (السير لاحقًا) كلود ماكسويل ماكدونالد، القنصل العام لسلطات محمية نهر النفط، المعاهدة قانونية وملزمة، اعتبر رد فعل أوبا انتهاكًا للاتفاقية وبالتالي عملًا عدائيًا.
في عام 1894 بعد الاستيلاء على إبروهيمي، المدينة التجارية للزعيم نانا أولومو (التاجر الإتسيكيري الرائد في منطقة نهر بنين) من قبل القوات البحرية الملكية ومحمية ساحل النيجر، زادت مملكة بنين من الوجود العسكري على حدودها الجنوبية.  أسقطت هذا اليقظة ورفض المكتب الاستعماري الموافقة على غزو مدينة بنين، الحملة التي كانت المحمية قد خططت لها في أوائل عام 1895. ومع ذلك، بين سبتمبر 1895 ومنتصف عام 1896، بذلت المحمية ثلاث محاولات لإنفاذ معاهدة غالوي لعام 1892؛ أولاً بواسطة الرائد ب. كوبلاند-كروفورد، نائب القنصل لمنطقة بنين؛ وثانيًا رالف فريدريك لوك، مساعد نائب القنصل؛ وثالثًا من قبل النقيب آرثر مالينغ، قائد مفرزة قوة محمية ساحل النيجر ومقرها سابيلي.
في مارس 1896، بعد تحديد الأسعار ورفض الوسطاء في إتسيكيري دفع الجزية المطلوبة، أمر أوبا بنين بوقف إمدادهم بزيت النخيل. أدى الحظر التجاري إلى توقف التجارة في منطقة نهر بنين، وناشد التجار البريطانيون ووكلائهم القنصل العام للمحمية فتح أراضي بنين وإرسال الملك (الذي زعموا أنه كان يعيق أنشطتهم) إلى المنفى. في أكتوبر 1896، زار القنصل العام بالإنابة، جيمس روبرت فيليبس، منطقة نهر بنين والتقى بالوكلاء والتجار الذين أقنعوه بأن هناك مستقبل واعد على نهر بنين إذا فُتحت أراضي بنين.[بحاجة لمصدر]

## مذبحة بنين ( يناير 1897)
في نوفمبر 1896، طلب فيليبس رسميًا من رؤسائه في لندن الإذن بغزو مدينة بنين، وعزل أوبا واستبداله بمجلس السكان الأصليين، ودفع ثمن الغزو بالعاج الذي كان يأمل في العثور عليه في قصر أوبا. في رسالته إلى اللورد سالزبوري، كتب وزير الخارجية فيليبس: «لدي سبب لأتمنى أن يُعثر على العاج الكافي في منزل الملك لدفع النفقات المتكبدة في إخراج الملك من كرسيه». في أواخر ديسمبر 1896، دون انتظار رد أو موافقة، شرع فيليبس في حملة عسكرية مع ضابطين من قوة حماية ساحل النيجر، وضابط طبي، ووكيلين تجاريين، و250 جنديًا أفريقيًا متنكرين جزئيًا في صورة حمالين وجزئيًا كفرقة طبل ومزمار. لإخفاء نواياهم، أخفت القوة أسلحتها في الأمتعة التي كان يحملها الحمالون.
أرسل فيليبس رسالة إلى أوبا، مدعيًا أن مهمته الحالية هي مناقشة التجارة والسلام ويطلب الدخول إلى الإقليم (في تحد لقانون بنين الذي يحظر صراحةً دخوله). ومع ذلك، بعث بعض القادة التجاريين في إتسيكيري برسالة إلى أوبا مفادها أن الرجل الأبيض سيأتي بالحرب. عند تلقي الأخبار، استدعى أوبا نبلاء المدينة رفيعي المستوى لحضور اجتماع طارئ، ضغط خلاله إياسي (القائد العام لجيش بنين) من أجل نصب كمين للجيش البريطاني. ومع ذلك، جادل أوبا بأنه يجب السماح للبريطانيين بدخول المدينة حتى يمكن التأكد مما إذا كانت لديهم نوايا عنيفة أم لا. تجاهل إياسي آراء الملك، وأمر بتشكيل قوة ضاربة بقيادة أولوغوبسيري (قائد جيش كبير)، التي أرسِلت إلى أوغتون لتدمير الغزاة.
في 4 يناير 1897، ألقت القوة الضاربة في بنين، المكونة بشكل أساسي من حرس الحدود وخدم بعض الزعماء، القبض على رتل فيليبس غير المستعد في قرية أوغبين بالقرب من أوغتون. نظرًا لأن فيليبس لم يكن يتوقع أي مقاومة ولم يكن على دراية بأن عمليته كان يُنظر إليها بقلق في بنين، فقد خُبئت الأسلحة النارية الوحيدة للوحدة –مسدسات الضباط– في العبوات الرئيسية للحمالين الأفارقة. نجا بريطانيان فقط من إبادة حملة فيليبس، التي أصبحت تُعرف باسم مذبحة بنين؛ النقيب آلان ماكسويل بواراغون، قائد شرطة محمية ساحل النيجر، ورالف لوك، مفوض مقاطعة واري.

## الحملة العقابية (فبراير 1897)
في 12 يناير 1897، عُين الأدميرال هاري روسون، قائد القوات البحرية البريطانية في محطة رأس الرجاء الصالح والساحل الغربي لإفريقيا، من قبل الأميرالية لقيادة قوة لغزو مملكة بنين، والقبض على أوبا بنين وتدمير مدينة بنين. سُميت العملية باسم حملة بنين العقابية.
في 9 فبراير 1897، بدأ غزو مملكة بنين. صدرت تعليمات للقادة الميدانيين البريطانيين من قبل قائدهم العام لإحراق جميع مدن وقرى مملكة بنين، وشنق أوبا أينما ومتى يلقى القبض عليه.
نُظمت قوة الغزو البريطاني المكونة من حوالي 1200 من مشاة البحرية الملكية والبحارة وقوات محمية ساحل النيجر، في ثلاثة أرتال؛ سابوبا وغواتو وماين. اقترب أسطول السفن الحربية (بما في ذلك فيلوميل وفيبي) والزوارق الحربية من مدينة بنين من الشرق والغرب. وصلت أرتال سابوبا وماين إلى مدينة بنين بعد عشرة أيام من القتال. سلك رتل غواتو (تحت قيادة النقيب غالوي) نفس المسار الذي سلكته الحملة السابقة ووصل إلى مكان المذبحة، حيث عثر على جثث مقطوعة الرأس للضحايا.